# Vetgirig
Vetgirig är en svenskspråkig nätgemenskap inriktad på frågesport som startades 2004. Gemenskapen kretsar kring ett antal frågetävlingar, bland annat Dagens Fråga, Duellen, Vetligan och LagLigan. Medlemmarna kan tävla mot varandra individuellt eller i lag och även skapa nya frågekategorier och arrangera egna tävlingar i form av ligor och cuper.
Vetgirig.nu skapades av IT-företaget ServIT AB 2004. 2007 såldes aktiemajoriteten till Bonniers. I januari 2009 hade den svenskspråkiga nätgemenskapen 128 000 medlemmar. Motsvarande webbplatser finns även i engelska och finska språkversioner. 2012 återtog ServIT ägandet från Bonnier.
Sidan har idag över 223 000 frågor, över 16 000 medlemmar och över 7600 ämnen. Auryn är den användare som har överlägset högst vetvärde på Vetgirig.
Topp 3 i Duellen på Vetgirig är:
1. PJGH
2. roffei
3. eskoa